# Venatrix lapidosa
Venatrix lapidosa är en spindelart som först beskrevs av McKay 1974.  Venatrix lapidosa ingår i släktet Venatrix, och familjen vargspindlar. Inga underarter finns listade. Artens utbredningsområde anges i Catalogue of Life till Queensland, New South Wales och Victoria i Australien.
Arten har nyligen blivit intressant då den är en av mycket få predatorer som jagar den invasiva och giftiga agapaddan.